# مایوکو فوکودا
مایوکُو فوکودا (به ژاپنی: 福田 麻由子 Fukuda Mayuko) (زادهٔ ۴ اوت، ۱۹۹۴ در توکیو، ژاپن) یک هنرپیشه ژاپنی که از سال ۱۹۹۸ مشغول به کار است.